# 丹生川村 (岐阜県)

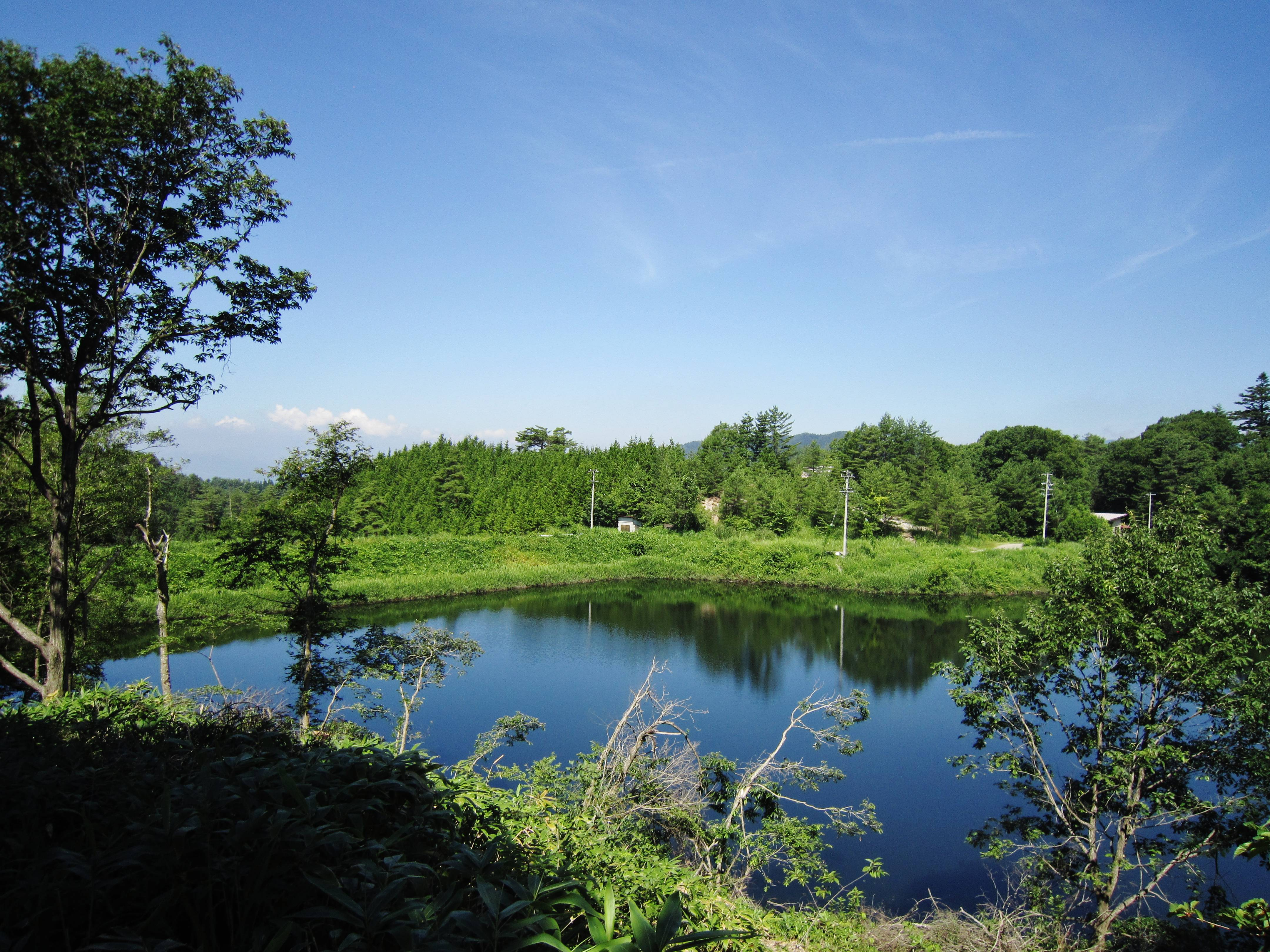
深谷ダム

丹生川村（にゅうかわむら）は、岐阜県大野郡にかつてあった村である。（現：丹生川町）2005年2月1日に、高山市に編入された。岐阜県の北東に位置し、トマトの生産で知られていた。

## 地理
- 山：乗鞍岳、剣ヶ峰、里見岳
- 河川：小八賀川、荒城川
- 池：大丹生池、五ノ池、現地池、深谷ダム、丹生川ダム

### 隣接していた自治体
- 高山市
- 大野郡：朝日村、高根村
- 吉城郡：国府町、上宝村
- 長野県南安曇郡：安曇村

## 歴史
- 1875年 (明治8年）村制を施行する。
- 1889年（明治22年）7月1日 大野郡丹生川村が成立する。
- 1973年（昭和48年）7月1日 - 県道乗鞍公園線を拡幅、乗鞍スカイラインとして開通。
- 1979年（昭和54年）8月22日 - 乗鞍スカイライン上り口周辺で土砂災害。乗用車1台が巻き込まれて死者3人[1]。
- 2003年（平成15年） - 乗鞍スカイライン、マイカー乗り入れを禁止を開始。
- 2005年（平成17年）2月1日大野郡清見村・荘川村・宮村・久々野町・朝日村・高根村、吉城郡国府町・上宝村と共に高山市に編入される。

## 行政
- 村長：小谷伸一（1999年4月30日 - 2005年2月1日）

## 経済

### 農業
- トマト、ほうれん草などの野菜が多く作られている。
- この地域で作られている宿儺かぼちゃは特産品である。

## 姉妹都市・提携都市

### 国内
- 1982年姉妹町提携
  - 南知多町（愛知県知多郡）

## 教育
- 丹生川村立丹生川中学校
- 丹生川村立丹生川小学校
- 丹生川村立荒城小学校
- 丹生川村立丹生川東小学校

### 2005年以前に廃校となった学校
- 丹生川村立白井中学校（1969年廃校）
- 丹生川村立旗鉾中学校（1969年廃校）
- 丹生川村立三之瀬中学校（1969年廃校）
- 丹生川村立折敷地中学校（1969年廃校）
- 丹生川村立国見中学校（1969年廃校）
- 丹生川村立丹生川小学校法力分校（1979年廃校）
- 丹生川村立丹生川小学校細越分校（1985年廃校）
- 丹生川村立折敷地小学校（1976年廃校）
- 丹生川村立三之瀬小学校（1976年廃校）
- 丹生川村立国見小学校（1976年廃校）
- 丹生川村立白井小学校（1986年廃校）
- 丹生川村立旗鉾小学校（1986年廃校）

## 交通

### 空港
- 飛騨エアパーク

### 鉄道路線
- 村内には鉄道はない。最寄り駅は、JR東海高山本線高山駅。

### 道路
- 一般国道
  - 国道158号
    - 中部縦貫自動車道（建設中）
      - 丹生川IC（調査中）
      - 飛騨ほおのき平スキー場付近のIC（今後検討）[2]

- 県道
  - 岐阜県道5号乗鞍公園線（乗鞍スカイライン）
  - 岐阜県道89号高山上宝線
  - 岐阜県道458号町方高山線
  - 岐阜県道459号白井北方線
  - 岐阜県道473号鼠餅古川線
  - 岐阜県道485号平湯久手線

## 名所・旧跡・観光スポット・祭事・催事
- 飛騨にゅうかわ宿儺まつり（11月3日）
- 千光寺
円空が立ち寄ったとされ、円空作の仏像が60体存在する。
- 飛騨にゅうかわ温泉
- 槻本神社
- 丹生川神社
- 住吉神社
- 諏訪神社
- 日輪神社
- 丹生川村農業農村文化総合管理施設

## 村に伝わる伝承
丹生川村に宿儺（すくな）と言う神様が存在した。寺は宿儺が作ったと言われていて、いまだに屋根には宿儺の足跡が残されている。約五キロもの長さの道を、一度飛んだだけでその寺の屋根へと飛んだと言われている。その足跡は、寺やそこから飛んだと見られる石などにも残っている。宿儺については『日本書紀』仁徳天皇65年の条に記載がある。